# Лобановка (Ульяновская область)
Лобановка — деревня в Новоспасском районе Ульяновской области. Входит в состав Коптевское сельское поселение.

## География
Находится на расстоянии примерно 22 километров по прямой на северо-восток от районного центра поселка Новоспасское.

## История
В 1913 году в деревне было 107 дворов, 524 жителя, Покровская деревянная церковь (не сохранилась) и школа. Располагались усадьбы князей Чегодаевых и Болтунова. В 1990-е годы работал коопхоз «Алакаевский». 

## Население
Население составляло 78 человек в 2002 году (русские 80%), 56 по переписи 2010 года.

## Известные уроженцы
- Сурков, Григорий Николаевич - Герой Советского Союза